# 네 가지 자유 기념비

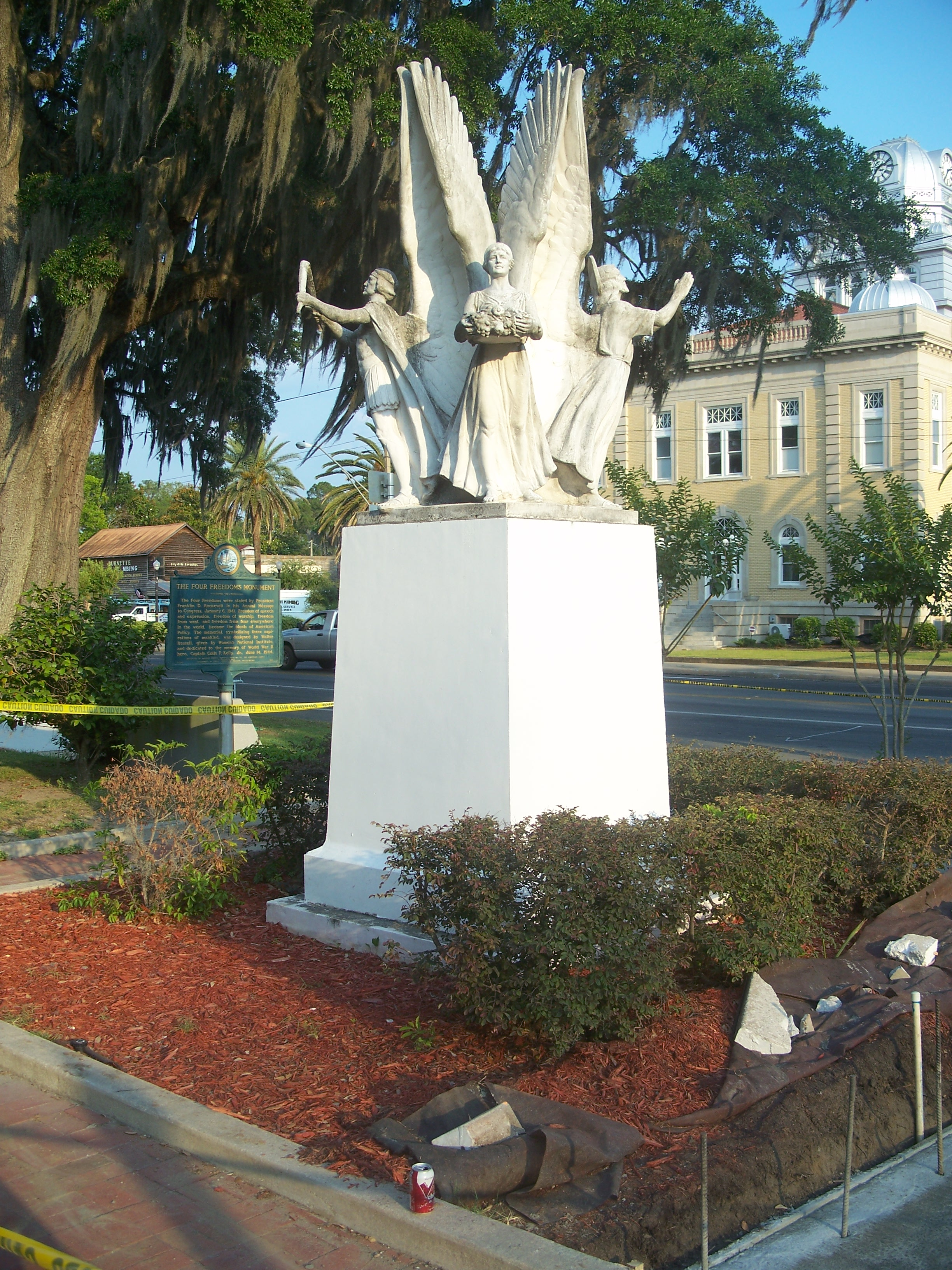
네 가지 자유 기념비, 매디슨, 플로리다

네 가지 자유 기념비는 프랭클린 D. 루스벨트 대통령이 1941년 국정 연설에서 "네 가지 자유"를 명확히 한 후 의뢰되었다. 이는 아직 진주만 공격과 미국의 제2차 세계 대전 참전 이전이었다. 루스벨트는 예술이라는 매체를 통해 훨씬 더 많은 사람들이 네 가지 자유의 개념을 이해하도록 영감을 줄 수 있다고 생각했다.
루스벨트에 따르면, 네 가지 기본적인 자유는 다음과 같다.
- 표현의 자유
- 종교의 자유
- 결핍으로부터의 자유
- 공포로부터의 자유

이 동상은 그 해 말 조각가 월터 러셀이 제작했으며, 여성 국립 연구소의 기금으로 만들어졌다. 1943년, 뉴욕 시의 매디슨 스퀘어 가든에서 60,000명의 인파 앞에서 제2차 세계 대전의 첫 번째 인정된 미국 영웅 중 한 명인 콜린 P. 켈리에게 헌정되었다. 1944년 6월 14일, 기념비는 켈리의 고향인 매디슨, 플로리다에서 스페사드 홀랜드 주지사의 연설과 함께 재헌정되었다.

## 관련 기념물

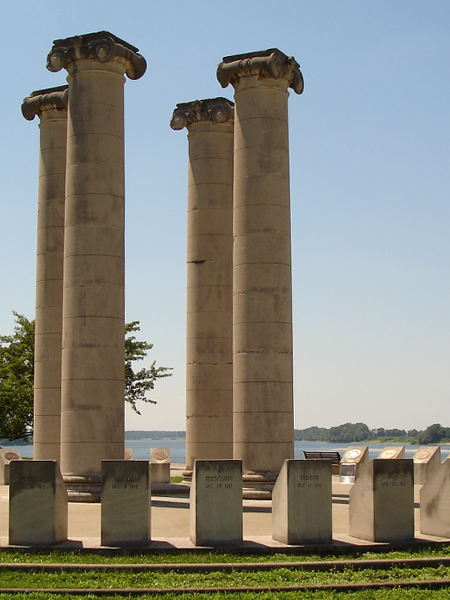
네 가지 자유 기념비, 에번즈빌, 인디애나

인디애나주 에번즈빌의 네 가지 자유 기념비는 에번즈빌 건축가 루퍼트 콘딕이 설계했다. 이 기념비는 높이 24피트의 이오니아식 인디애나 석회암 기둥 네 개로 구성되어 있으며, 각 기둥에는 네 가지 자유 중 하나가 새겨져 있다. 이 중앙 기둥들을 둘러싸고 있는 50개의 균일한 모양의 블록은 미국의 50개 주를 나타낸다. 각 블록은 주를 나타내며 주의 인장과 주가 된 날짜를 보여준다. 이 기념비는 미국 독립 200주년을 기념하여 1976년에 헌정되었다.

오하이오주 클리블랜드의 네 가지 자유 기념비는 트레몬트 동네에 위치해 있다. 이 기념비는 하나의 기둥으로 구성되어 있으며, 각 면에 네 가지 자유 중 하나가 인쇄되어 있다. 기둥 위에는 지구본을 들고 있는 두 손의 조각이 있다.

## 같이 보기
- 네 가지 자유상
- 프랭클린 D. 루스벨트 네 가지 자유 공원
- 네 가지 자유, 노먼 록웰의 1943년 회화 시리즈